# كزار حنتوش
كزار حنتوش، شاعر عراقي (2006-1945م). ولد في مدينة الدغارة في محافظة الديوانية، وفيها توفي. عاش في العراق طيلة أيام حياتهِ.
درس بمدرسة الديوانية الابتدائية عام 1953، ومن ثم أتم دراسته في ثانوية الديوانية للبنين عام 1968 ليلتحق بعدها بمعهد الهندسة في بغداد ويتخرج منه عام 1972.
عمل في دائرة وزارة الزراعة والإصلاح الزراعي في محافظة الديوانية منذ عام 1973 وبقي فيها حتى تقاعد عام 1992، وبعد تقاعده عمل مديرًا للإعلام في جامعة القادسية بمحافظة الديوانية(1992 - 2000).معجم البابطين: كزار حنتوش الدغاري الكرعاوي.
كان عضوًا في ( الاتحاد العام للادباء والكتاب في العراق) ، ورأس فرعه في محافظة الديوانية.

## الإنتاج الشعري
له ديوانان: «الغابة الحمراء» - وزارة الإعلام - بغداد 1988، و«أسعد إنسان في العالم» - وزارة الثقافة - دار الشؤون الثقافية - بغداد
من قصائده :
آصرتي أنت بهذا العالم
شتلة ريحان
غرستها لي في آذار الفائت
تنظرها اليوكالبتس
الفارعة الطول
بغموض
حين يبين الخيط الأبيض
من فستان الشمس
أتفقدك
أتوضأ قربك بشغاف الماء
وأعود إلى الحجرة
لأكتب أشعارا خضراء
سيأتي يوم
يرضى عنك العصفور
ويكف حمام السدرة
عن رميك بالفضلات
سيأتي يوم
تتدلى من أغصانك
رمانات
بحجم نهود الفتيات
حتى يأتي ذاك اليوم
سأحيا وأغني
وأكتب أشعارا ريانة
وأعلقها كتمائم
فوق جدائل ريحانة
عليك بخمس مشانق أخرى
كي ترضي كلّ الأبناء
مشنقة لي ..
مشنقة للوطن ..
وثلاث مشانق ..للغرباء .
خذني إليك الآن .
وعضّ أصابع كفّي علّي أشفى من ظمأ الصعلكة المرّ ..
وشوقي
أو أتيقن أني ما زلتُ أحب البسطاء
بكت الجريدة من أقاصي الصفحة الأولى ..
وخيبتنا بما حملت في صفحة الأموات أسمال الجريدة
هي ربما ..عرفت بخيبتنا الجديدة …
خيبة شاعرٍ قرأ المنصّة ..حين لم يجد القصيدة

```
2001.
[
3
]
```